# Сутойо Сисвомихарджо
Сутойо Сисвомихарджо (индон. Sutoyo Siswomiharjo) — индонезийский военный деятель, национальный герой Индонезии. В 1961—1965 годах — главный военный прокурор сухопутных войск Национальной армии Индонезии. Во время попытки государственного переворота, совершённой левой военной группировкой Движение 30 сентября, был похищен мятежниками и вскоре убит.

## Ранние годы жизни
Сутойо родился на Центральной Яве, в округ Кебумен. В 1942 году, незадолго до японского вторжения в Индонезию, окончил среднюю школу. Во время японской оккупации прошёл обучение в училище для государственных служащих в Джакарте, служил чиновником в Пурвореджо. В 1944 году ушёл в отставку.

## Карьера в индонезийской армии
После того, как в 1945 году была провозглашена независимость Индонезии, Сутойо вступил в ряды военной полиции индонезийской армии. В июне 1946 года он был назначен адъютантом командующего военной полицией полковника Гатота Суброто. Быстро растя по службе, в 1954 году Сутойо был назначен начальником штаба военной полиции, а два года спустя стал помощником индонезийского военного атташе в Лондоне. С 1959 по 1960 годы прошёл обучение в армейском командно-штабном училище в Бандунге, после чего был назначен главным судебным инспектором сухопутных войск, а в 1961 году — главным военным прокурором сухопутных войск.

## Смерть
В ночь с 30 сентября на 1 октября 1965 года левая военная группировка Движение 30 сентября предприняла попытку государственного переворота. Лидерами Движения 30 сентября было организовано похищение семи генералов, занимавших высшие посты в командовании сухопутных войск, в том числе и генерала Сутойо Сисвомихарджо. Ранним утром 1 октября группа солдат во главе со старшим сержантом Суроно (индон. Surono) вторглась в дом Сутойо на улице Джалан Суменеп (индон. Jalan Sumenep), в районе Ментенг, Центральная Джакарта, через гараж со стороны дома, силой вынудив горничную Сутойо дать им ключи. Войдя в дом и увидев его хозяина, они потребовали от генерала немедленно явиться к президенту Сукарно. Сутойо согласился поехать с ними; мятежники отвезли его в джакартское предместье Лубанг Буайя, где он был расстрелян, а его тело, вместе с телами других убитых мятежниками генералов, было брошено в яму.
5 октября, после провала попытки переворота, тела убитых мятежниками генералов, в том числе и генерала Сисвондо Пармана, были торжественно перезахоронены на Кладбище Героев в джакартском районе Калибата. В тот же день убитым генералам президентским декретом под номером 111/KOTI/1965 было посмертно присуждено почётное звание Героев революции (англ. Heroes of the Revolution), а Сутойо посмертно присвоено звание генерал-майора.

## Награды
- Национальный герой Индонезии;
- Орден «Звезда Республики Индонезии» 2-й степени (1965)[6]